# Philippinenente
Die Philippinenente (Anas luzonica) ist ein asiatischer Entenvogel, der zu den Schwimmenten gerechnet wird. Sie kommt nur auf einigen der philippinischen Inseln vor und gilt als typische Inselform der Stockentengruppe.
Der Bestand an dieser Entenart wird auf weniger als 10.000 Individuen geschätzt. Die Philippinenenten zählt zu den Arten, deren Bestand abnimmt.

## Erscheinungsbild
Die Philippinenente ist eine stockentenähnliche Entenart. Sie erreicht eine Körperlänge von 48 bis 58 Zentimetern. Der Geschlechtsdimorphismus ist bei dieser Art nur gering ausgeprägt. Männchen sind lediglich etwas größer und heller als die Weibchen.
Die Philippinenente weist außerdem keinen saisonalen Dimorphismus auf. Zu ihren wichtigsten Charakteristika zählen der kontrastreich zimtfarben gefärbte Hals und Kopf. Letzterer hat einen dunkelbraunen Scheitel, Nacken sowie auffällige Augenzügel. Das Mantelgefieder ist etwas heller als der Nacken. Der Rumpf und die Oberschwanzdecken sind dunkler. Der zimtfarbene Hals geht in die graubraune Brust über. Bei einigen Individuen ist die Unterseite auffällig grau. Die Beine sind schwarzbraun. Die Augen sind rötlich haselbraun. Jungenten sind etwas weniger farbintensiv. Insbesondere die Kopfseiten sind bei ihnen eher lehmgelb als zimtfarben. Der Schnabel ist dunkler als bei den adulten Philippinenenten.
Der einfarbig blaugraue Schnabel mit dem schwarzen Nagel unterscheidet diese Art von der Indien-Fleckschnabelente, die gelegentlich im Winter im nördlichen Verbreitungsgebiet dieser Entenart vorkommt. Der Flug der Philippinenente ist ähnlich schnell wie der der Stockente. Auffällig ist im Flug vor allem der glänzend grüne Flügelspiegel. Die großen Armdecken haben eine breite samtschwarze Endbinde. Männchen haben eine schmale, weiße Endbinde. Weibchen dagegen nur eine etwas aufgehellte Linie. Beides ist bei fliegenden Philippinenenten allerdings nicht immer deutlich zu erkennen. Die Flügelunterseite ist weiß. Die Stimme der Weibchen ist ein tiefes, kräftiges Quaken. Die Männchen dagegen geben ein leises, hohes Wispern von sich.
Die Küken weisen ein stockentenähnliches Dunenkleid auf und sind an der Körperoberseite olivbraun mit einem auffällig gelben Gesicht und Nacken. Die Kopfplatte ist dunkel. Es ist kein Ohrenfleck vorhanden. Die Fleckung der Körperseiten und der Flügelränder ist verhältnismäßig klein und verwaschen. Um den Hals verläuft ein nicht ganz geschlossener brauner Ring.
Der Mauserverlauf dieser Entenart ist nicht völlig untersucht. Sie wechselt vermutlich zweimal jährlich das Kleingefieder. Die Schwingenmauser findet vermutlich nach dem Ende der Fortpflanzungsperiode statt.

## Verbreitung
Die Philippinenente ist auf den meisten der philippinischen Inseln verbreitet. Sie fehlt auf Palawan, Basilan und dem Sulu-Archipel.
Auf Luzon sind in der Trockenzeit Schwärme bis zu 200 Philippinenenten in den Candaba-Flussmarschen zu beobachten. Auf Mindoro versammeln sich in den dortigen Salinenseen nach der Salzernte, wenn sich die Becken im Zeitraum November bis Dezember mit Regen füllen, bis zu 2.000 Enten. Philippinenenten wurden als Irrgäste bereits in Japan beobachtet. Relativ häufig finden sich Irrgäste außerdem auf Taiwan ein.

## Lebensraum und Nahrung
Der primäre Lebensraum der Philippinenente sind flache Süßwassergewässer mit einer Vegetationszone, die den Enten sowohl Nahrung als auch Deckung bietet. Sie wird gelegentlich auch an Flussläufen beobachtet, die dem Tidenhub ausgesetzt sind, und nutzt die Suhlen von Wasserbüffeln. Sie kommt ebenso an Fließgewässern in noch ursprünglichen Wäldern vor und nutzt auch Salinenseen.
Die Philippinenente sucht ihre Nahrung überwiegend im flachen Wasser. Sie ist eine omnivore Entenart, die neben Pflanzen auch Schalentiere frisst. Es ist durchaus möglich, dass auch kleine Fische sowie Frösche und deren Kaulquappen zu ihrem Nahrungsspektrum zählen. Sie frisst außerdem Reis und Sprösslinge.
Die Nahrungsaufnahme findet gewöhnlich in den frühen Morgen- und späten Abendstunden statt. Mondhelle Nächte werden ebenfalls zur Futtersuche benutzt. Während der Fortpflanzungszeit ist die Philippinenente überwiegend in Paaren sowie kleinen Trupps zu sehen. In den Trockenperioden, wenn die saisonalen Gewässer, die sie für ihre Fortpflanzung nutzt, austrocknen, ist sie auch in größeren Schwärmen zu beobachten. Philippinenenten sind grundsätzlich scheue Vögel, die bei Annäherung von Menschen rasch auffliegen.

## Fortpflanzung
Zu den Balzgesten der Philippinenente zählt ein seitliches Kopfeintauchen des Weibchens. Diese Balzgesten werden von schwachem Quaken begleitet, was häufig dazu führt, dass das Männchen seitlich in starrer Körperhaltung an das Weibchen heranschwimmt. Das Männchen zeigt den Grunzpfiff, der auch bei der Stockente als Balzgeste zu beobachten ist.
Der Fortpflanzungszeitraum erstreckt sich von März bis November. Der Höhepunkt ist im Juli bis August. Das Nest wird unter Ufervegetation errichtet. Als Nistplatz werden sehr gerne auch zeitweilig nicht bearbeitete und daher stark verunkrautete Reisfelder genutzt. Die Eier sind matt weiß und haben eine elliptische Form. Philippinenenten ziehen häufig zwei Gelege pro Jahr groß. Das erste Vollgelege weist durchschnittlich 10 Eier auf. Das zweite Vollgelege hat durchschnittlich acht Eier. Die Brutzeit beträgt zwischen 25 und 26 Tage.

## Bestandsentwicklung

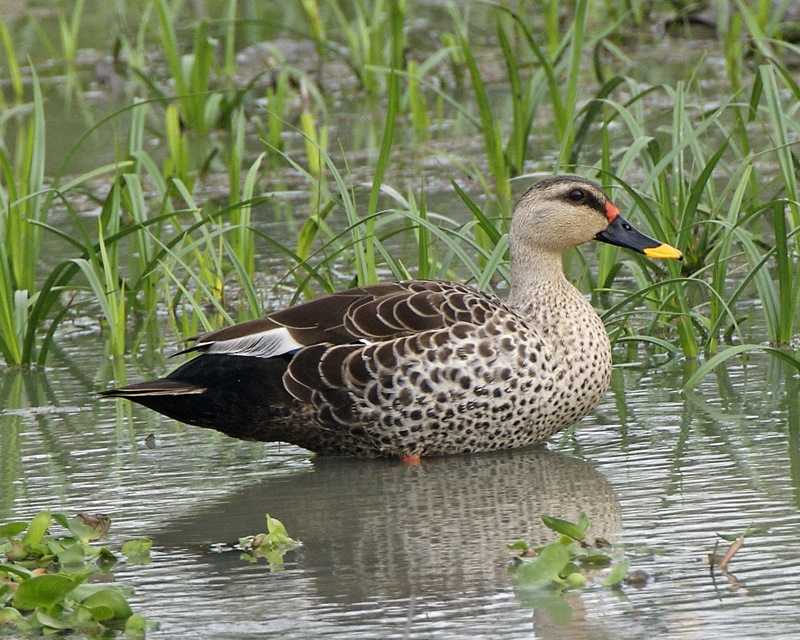
Die Indien-Fleckschnabelente zählt gleichfalls zur Stockenten-Gruppe und ist in der Lage, mit der Philippinenente Bastarde zu zeugen.

Die Philippinenente ist eine weit verbreitete, aber keineswegs häufige Entenart der Philippinen. Sie wird stark bejagt. Geschossene Philippinenenten werden auf den Märkten vor allem in der Zeit von August bis Oktober und dann wieder von Januar bis März angeboten. In dieser Zeit findet sie sich in großen Scharen auf den Salinenseen ein, was die Jagd auf sie erleichtert. Es gibt seit den 1980er Jahren Indizien dafür, dass ihre Bestände rückläufig sind. Dazu tragen auch Habitatveränderungen bei, beispielsweise die großräumige Entwässerung von Sümpfen.
Bei in menschlicher Obhut gehaltenen Tieren hat man festgestellt, dass sie sich sowohl mit der Stockente als auch der Indien-Fleckschnabelente und der Augenbrauenente verpaart. Diese Tendenz zur Hybridisierung kann eine weitere Bedrohung darstellen.
Ein Jagdverbot besteht in den Nationalparks Lake Naujan, Mount Iglit Baco National Park, Aurora Memorial Nationalpark und Olango Wildlife Sanctuary. Weitere Bestände der Philippinenente wurden in dem Rajah Sikatuna Protected Landscape, dem Mounts Palay-Palay-Mataas Na Gulod National Park, dem Bulusan Volcano National Park, den Ligawasan-  und Agusan Flussmarschen, im Mount Guiting-guiting Natural Park und dem Catanduanes Watershed Forest Reserve erfasst.

## Haltung in menschlicher Obhut
Die Philippinenente wird nur selten von Privatzüchtern gehalten oder in Zoos gezeigt. Der Ersthalter war ein kalifornischer Privatzüchter, der einige Individuen 1935 importierte. In dieser Haltung wurde die Philippinenente jedoch mit Augenbrauenenten gekreuzt. Zwischen 1948 und 1950 gelangten Philippinenenten erneut in die USA. Wenig später erhielt auch der britische Wildfowl Trust einige dieser Enten. Die Welterstzucht erfolgte 1950 in den USA; die europäische Erstzucht gelang 1952. Ab 1956 gab es in der DDR einen Zuchtstamm, mit dem aber in den 1970er Jahren wegen Inzuchtdepression nicht mehr weiter gezüchtet werden konnte. In den 1990er Jahren gab es in Europa wieder einige Tiere, mit denen gezüchtet wurde.

## Belege